# 中国食品文化遗产
中国食品文化遗产，是经国家文物局同意，由中国食品工业协会公布的一份名单。2005年，总计5个白酒文化遗产景观项目被列入首批中国食品文化遗产名单，此后再无公布。

## 中国食品文化遗产列表
- 四川水井街酒坊遗址
- 贵州茅台酒传统生产工艺技艺
- 河北刘伶醉古烧锅遗址
- 江苏双沟醉猿文化遗址
- 四川泰安作坊遗址